# Brachypelma verdezi
Brachypelma verdezi is een spin, die behoort tot de vogelspinnen. Deze bodembewonende soort komt voor in wouden in Midden-Amerika, voornamelijk in het zuiden van Mexico. De spin is niet zo territoriaal ingesteld en zal maar zelden met brandharen strooien bij het indringen van hun territorium. Bijten doet ze enkel bij prooien, die het territorium binnendringen.
De lengte van het lichaam van de spin kan bij een volwassen exemplaar tot 7 cm bedragen. De spin dient een luchtvochtigheid van 50 tot 70% te hebben en een gemiddelde temperatuur van 22 tot 26 °C.